# Elefante TV
Elefante TV è stato un circuito televisivo italiano a diffusione nazionale.

## Storia
Elefante TV nacque nel gennaio 1979 ad opera dei fratelli Leo e Guelfo Marcucci, attivi nel settore farmaceutico degli emoderivati e come ripetitoristi dei canali esteri TV Koper-Capodistria, Radiotelevisione Svizzera Italiana e Telemontecarlo attraverso la società S.I.T. (Società Impianti Televisivi), che aveva la base operativa a Castelvecchio Pascoli, frazione di Barga, in provincia di Lucca.
Il circuito originò dalla precedente esperienza televisiva di TVS Telexpress, che diverrà poi la capofila del network, diffuso sulla quasi totalità del territorio nazionale da una serie di emittenti locali, alcune di proprietà della S.I.T., altre solamente affiliate.
Tra quelle di proprietà, nei primi anni di vita della syndication, si annoveravano, oltre a TVS Telexpress di Lucca (poi rinominata Tele Ciocco), Telexpress 2 di Bologna per l'Emilia-Romagna, Telenord Milano per la Lombardia, Tele Urbe e Tele Navona di Roma, Tele San Marco di Rovigo per il Triveneto, Teledue di Torino, Tele Radio Express di Genova e Telesud di Napoli. Il direttore di Elefante Tv era il toscano Paolo Tambini, volto noto del panorama televisivo nazionale. Il palinsesto dei primi anni Ottanta era di buon livello e uno dei programmi di punta era il notiziario Echomondo.
A metà del decennio la rete virò progressivamente verso una programmazione prettamente commerciale, cedendo spazi consistenti ad inserzionisti esterni. Di quel periodo erano le televendite di Vanna Marchi, le dirette dedicate agli articoli di gioielleria e antiquariato, le trasmissioni del mago Otelma e i contenitori commerciali con rubriche di vario genere di Roberto Artigiani. Verso la fine del 1986 iniziò a comparire sui teleschermi la dicitura "Video Shop" in contemporanea a quella del canale.
Nel 1987 una parte delle frequenze di Elefante TV passarono a Videomusic, partorita dallo stesso gruppo Marcucci o furono utilizzate per ripetere il segnale della TV svizzera in lingua italiana TSI, mentre il resto del circuito fu rilevato da Giorgio Mendella di Intermercato, che il 21 maggio 1988 gli cambiò nome in Rete Mia.
Nel 1990 una quota del 50% sulle frequenze rimaste ai Marcucci passò a Giorgio Corbelli, che le utilizzò per diffondere la programmazione commerciale della propria rete, Telemarket, fino ad allora visibile solo nella maggior parte dell'Italia settentrionale. A quel punto il logo di Elefante passò dal bianco al verde, colore sociale di Telemarket. Il gruppo Marcucci, detenendo la restante quota del 50%, curò la parte informativa, una striscia di 15 minuti giornalieri denominata prima Elefante Notizie e poi T-News, realizzata negli studi romani della famiglia. Il capitale residuo dei Marcucci passerà definitivamente nelle mani di Corbelli verso la fine degli anni Novanta.
Il logo di Elefante sparì dagli schermi il 1º novembre 2005, quando le frequenze terrestri di Telemarket furono cedute a Telecom Italia Media che le utilizzò inizialmente per il canale FLUX; Telemarket continuò le trasmissioni via satellite, in digitale terrestre e in simulcast sui canali analogici terrestri di Telestar.

## Programmi

### Lista parziale[1]
- Notiziario elettorale, rubrica
- Bricolage, rubrica
- Faccia straccia, rubrica
- Tribunetta, rubrica
- Uno contro tutti, rubrica
- Rombo, rubrica di automobilismo
- Teatrino, programma per ragazzi
- L'opinione, rubrica d'informazione
- Echomondo, notiziario a cura di Franco Bini
- Il grillo parlante, con Beppe Grillo
- Ultimo appello, condotto da Maurizio Mosca
- Superstar
- Hata Yoga (corso pratico di yoga)
- Per mare a vela, rubrica sportiva
- Buongiorno, contenitore
- Il braccio violento del Kung-Fu

## Emittenti affiliate
- Tele Ciocco
- Telexpress 2
- Tele Nord Milano
- Tele Navona
- Tele Urbe
- Tele San Marco
- Teleradio Mare Mediterraneo
- ATC Telesud
- Canale C (Campania)
- Quartarete TV (Piemonte)
- Teledue
- TVC 60 Varese
- Studio Uno (Lombardia)
- Radio Tele Garda
- Due Riviere TV Chiavari
- Teletoscana Sport
- Teleottanta
- Radio Gari TV
- Radio Tele Aprilia
- Tele Teramo
- Telesud (Caserta)
- Antenna Sud Vesuvio
- Telesalerno 1
- Tele Sud Icoa
- RTF
- Teleregione Color
- Delta TV
- Tele Isernia
- Euro Tele Crotone
- Telecolor (Catanzaro)
- Tele Radio Canicattì
- Videomediterraneo
- Teleibea
- ITC (Palermo)
- TeleMessina
- Telerama
- Tele Etere

## Loghi

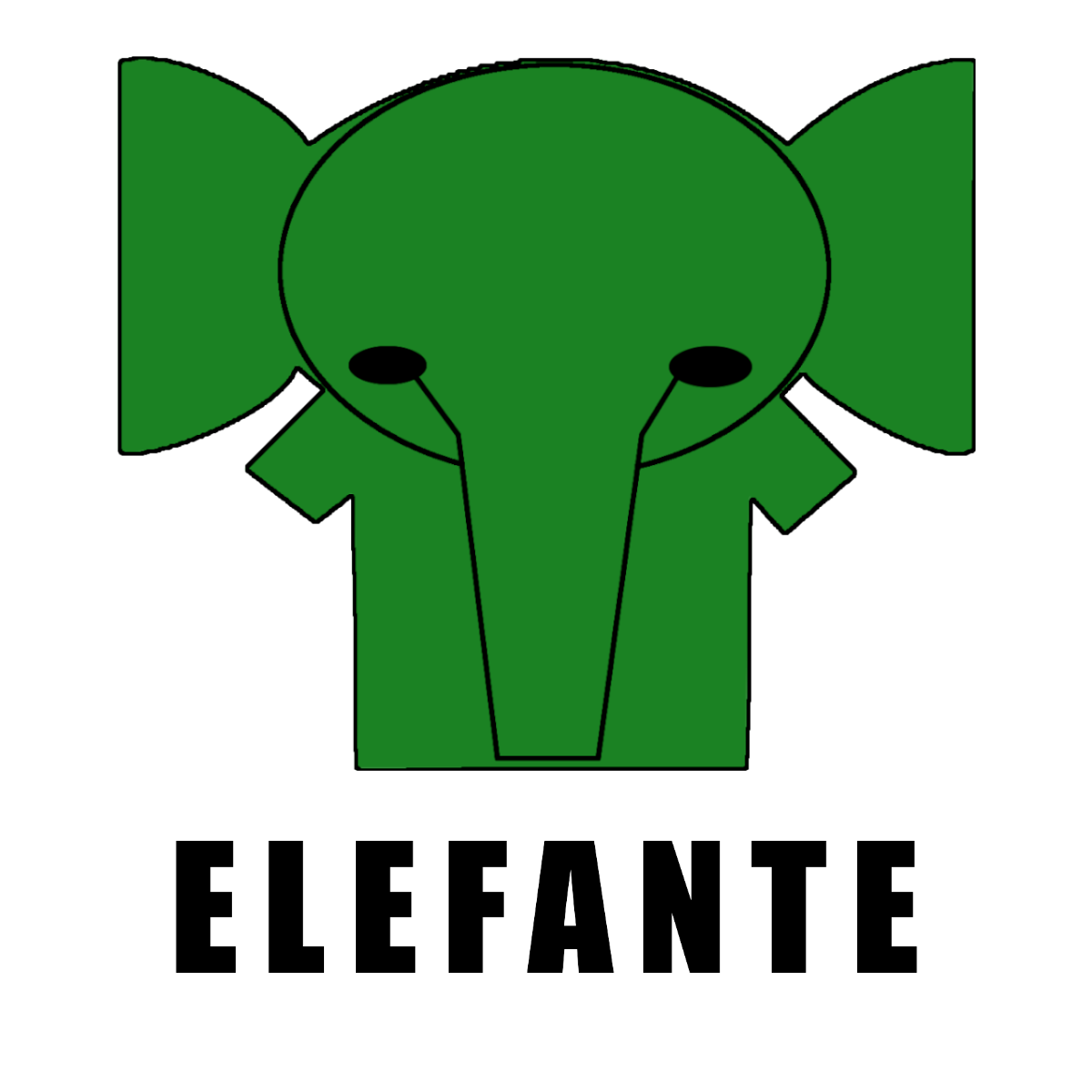
Logo Elefante Tv - Remastered
Logo originale (bassa risoluzione)